# Спільнота кінокритиків Нью-Йорка
Спільнота кінокритиків Нью-Йорка (або Нью-Йоркське коло кінокритиків, англ. New York Film Critics Circle, NYFCC) — професійне об'єднання журналістів з періодичних видань Нью-Йорка, що пишуть про кінематограф. Утворена в 1935 році. Кількість членів у різні роки коливалася від 11 до 31 особи. Всього за час існування (на кінець 2014 року) в роботі організації брали участь 130 кінооглядачів, серед яких Полін Кейл, Бослі Краузер, Ендрю Сарріс, Джей Кокс, Майкл Аткінсон, Річард Корлісс, Джудіт Кріст, Рената Адлер, Френк Річ та інші. У 1966 році між членами спільноти стався розкол, і з нього виокремилося ще одне незалежне професійне об'єднання — Національна спілка кінокритиків США (не слід плутати з Національною радою кінокритиків).

## Щорічні премії NYFCC
Щорічно в грудні NYFCC простим голосуванням вибирає найкращі фільми і діячів кіноіндустрії за календарний рік, що минає. Ці нагороди (англ. The New York Film Critics Circle Awards) вважаються важливими показниками і орієнтирами, що сигналізують про переваги в професійному середовищі перед врученням кінопремії Оскар: за час вручення цих двох призів їх вибір у категорії «Найкращий фільм» збігся у 43 % випадків. Проте, учасники NYFCC особливо відмічають, що часто саме вони визнають найкращою стрічкою ту роботу, яка з часом своєю художньою значущістю значно перевищує вибір Академії того ж року. Так, у 1941 році журналістами найкращим було визнано фільм «Громадянин Кейн» (вибір академіків — «Яка зелена була моя долина»), у 1972 — «Механічний апельсин» («Французький зв'язковий»), у 1973 році — «Американська ніч» («Афера»), у 1990 році — «Славні хлопці» («Той, що танцює з вовками»).
Вибір Спільноти оголошується в останні дні року (протягом кількох останніх років — на початку грудня), що минає. Церемонія нагородження відбувалася в січні наступного року в одному з ресторанів або клубів Нью-Йорка, на якій присутня обмежена кількість запрошених гостей. Іноді місце проведення заходу не оголошується публічно (наприклад, у 1955 або у 2003 роках).

## Номінації
| Категорія                       | Оригінальна назва          |
| ------------------------------- | -------------------------- |
| Найкращий фільм                 | Best Film                  |
| Найкращий фільм іноземною мовою | Best Foreign Language Film |
| Найкращий режисер               | Best Director              |
| Найкращий оператор              | Best Cinematography        |
| Найкращий сценарій              | Best Screenplay            |
| Найкращий актор                 | Best Actor                 |
| Найкраща акторка                | Best Actress               |
| Найкращий актор другого плану   | Best Supporting Actor      |
| Найкраща акторка другого плану  | Best Supporting Actress    |
| Найкращий анімаційний фільм     | Best Animated Film         |
| Найкращий неігровий фільм       | Best Non-Fiction Film      |

## Церемонії
- ★ = Премія «Оскар» за найкращий фільм[2]

| Церемонія    | Дата                                                                           | Фільм-переможець                                                               | Оригінальна назва                                                              |
| ------------ | ------------------------------------------------------------------------------ | ------------------------------------------------------------------------------ | ------------------------------------------------------------------------------ |
| 1-ша (1935)  | 2 березня 1936                                                                 | Інформатор                                                                     | The Informer                                                                   |
| 2-га (1936)  | 24 січня 1937                                                                  | Містер Дідс переїжджає до міста                                                | Mr. Deeds Goes to Town                                                         |
| 3-тя (1937)  | 9 січня 1938                                                                   | Життя Еміля Золя ★                                                             | The Life of Emile Zola                                                         |
| 4-та (1938)  | 8 січня 1939                                                                   | Цитадель                                                                       | The Citadel                                                                    |
| 5-та (1939)  | 7 січня 1940                                                                   | Грозовий перевал                                                               | Wuthering Heights                                                              |
| 6-та (1940)  | 5 січня 1941                                                                   | Грона гніву                                                                    | The Grapes of Wrath                                                            |
| 7-ма (1941)  | 10 січня 1942                                                                  | Громадянин Кейн                                                                | Citizen Kane                                                                   |
| 8-ма (1942)  | 3 січня 1943                                                                   | У якому ми служимо                                                             | In Which We Serve                                                              |
| 9-та (1943)  | невідомо                                                                       | Дозор на Рейні                                                                 | Watch on the Rhine                                                             |
| 10-та (1944) | невідомо                                                                       | Йти своїм шляхом ★                                                             | Going My Way                                                                   |
| 11-та (1945) | 20 січня 1946                                                                  | Втрачений вікенд ★                                                             | The Lost Weekend                                                               |
| 12-та (1946) | 9 січня 1947                                                                   | Найкращі роки нашого життя ★                                                   | The Best Years of Our Lives                                                    |
| 13-та (1947) | 19 січня 1948                                                                  | Джентльменська угода ★                                                         | Gentleman's Agreement                                                          |
| 14-та (1948) | 21 січня 1949                                                                  | Скарби Сьєрра-Мадре                                                            | The Treasure of the Sierra Madre                                               |
| 15-та (1949) | 5 лютого 1950                                                                  | Уся королівська рать ★                                                         | All the King's Men                                                             |
| 16-та (1950) | 28 січня 1951                                                                  | Все про Єву ★                                                                  | All About Eve                                                                  |
| 17-та (1951) | 20 січня 1952                                                                  | Трамвай «Бажання»                                                              | A Streetcar Named Desire                                                       |
| 18-та (1952) | 17 січня 1953                                                                  | Рівно опівдні                                                                  | High Noon                                                                      |
| 19-та (1953) | 23 січня 1954                                                                  | Відтепер і на віки віків ★                                                     | From Here to Eternity                                                          |
| 20-та (1954) | невідомо                                                                       | У порту ★                                                                      | On the Waterfront                                                              |
| 21-ша (1955) | 21 січня 1956                                                                  | Марті ★                                                                        | Marty                                                                          |
| 22-га (1956) | 19 січня 1957                                                                  | Навколо світу за 80 днів ★                                                     | Around the World in 80 Days                                                    |
| 23-тя (1957) | невідомо                                                                       | Міст через річку Квай ★                                                        | The Bridge on the River Kwai                                                   |
| 24-та (1958) | 24 січня 1959                                                                  | Ті, що не схилили голів                                                        | The Defiant Ones                                                               |
| 25-та (1959) | 23 січня 1960                                                                  | Бен-Гур ★                                                                      | Ben-Hur                                                                        |
| 26-та (1960) | 23 січня 1961                                                                  | Сини і коханці / Квартира ★                                                    | Sons and Lovers / The Apartment                                                |
| 27-ма (1961) | 20 січня 1962                                                                  | Вестсайдська історія ★                                                         | West Side Story                                                                |
| 28-ма (1962) | Присудження премій за 1962 рік скасоване через національний страйк журналістів | Присудження премій за 1962 рік скасоване через національний страйк журналістів | Присудження премій за 1962 рік скасоване через національний страйк журналістів |
| 29-та (1963) | 18 січня 1964                                                                  | Том Джонс ★                                                                    | Tom Jones                                                                      |
| 30-та (1964) | 23 січня 1965                                                                  | Моя чарівна леді ★                                                             | My Fair Lady                                                                   |
| 31-ша (1965) | 29 січня 1966                                                                  | Дорога́                                                                         | Darling                                                                        |
| 32-га (1966) | 29 січня 1967                                                                  | Людина на всі часи ★                                                           | A Man for All Seasons                                                          |
| 33-тя (1967) | 28 січня 1968                                                                  | Задушливою південною ніччю ★                                                   | In the Heat of the Night                                                       |
| 34-та (1968) | 26 січня 1969                                                                  | Лев узимку                                                                     | The Lion in Winter                                                             |
| 35-та (1969) | 27 січня 1970                                                                  | Дзета                                                                          | Z                                                                              |
| 36-та (1970) | 18 січня 1971                                                                  | П'ять легких п'єс                                                              | Five Easy Pieces                                                               |
| 37-ма (1971) | 23 січня 1972                                                                  | Механічний апельсин                                                            | A Clockwork Orange                                                             |
| 38-ма (1972) | 28 січня 1973                                                                  | Шепоти і крики                                                                 | Cries and Whispers                                                             |
| 39-та (1973) | 27 січня 1974                                                                  | Американська ніч                                                               | Day for Night                                                                  |
| 40-ва (1974) | 26 січня 1975                                                                  | Амаркорд                                                                       | Amarcord                                                                       |
| 41-ша (1975) | 25 січня 1976                                                                  | Нешвілл                                                                        | Nashville                                                                      |
| 42-га (1976) | 30 січня 1977                                                                  | Уся президентська рать                                                         | All the President's Men                                                        |
| 43-тя (1977) | 29 січня 1978                                                                  | Енні Голл ★                                                                    | Annie Hall                                                                     |
| 44-та (1978) | 28 січня 1979                                                                  | Мисливець на оленів ★                                                          | The Deer Hunter                                                                |
| 45-та (1979) | 1 лютого 1980                                                                  | Крамер проти Крамера ★                                                         | Kramer vs. Kramer                                                              |
| 46-та (1980) | 25 січня 1981                                                                  | Звичайні люди ★                                                                | Ordinary People                                                                |
| 47-ма (1981) | 31 січня 1982                                                                  | Червоні                                                                        | Reds                                                                           |
| 48-ма (1982) | 30 січня 1983                                                                  | Ганді ★                                                                        | Gandhi                                                                         |
| 49-та (1983) | 29 січня 1984                                                                  | Мова ніжності ★                                                                | Terms of Endearment                                                            |
| 50-та (1984) | 27 січня 1985                                                                  | Поїздка до Індії                                                               | A Passage to India                                                             |
| 51-ша (1985) | 26 січня 1986                                                                  | Честь сім'ї Пріцці                                                             | Prizzi's Honor                                                                 |
| 52-га (1986) | 25 січня 1987                                                                  | Ханна і її сестри                                                              | Hannah and Her Sisters                                                         |
| 53-тя (1987) | 24 січня 1988                                                                  | Теленовини                                                                     | Broadcast News                                                                 |
| 54-та (1988) | 15 січня 1989                                                                  | Турист мимоволі                                                                | The Accidental Tourist                                                         |
| 55-та (1989) | 14 січня 1990                                                                  | Моя ліва нога                                                                  | My Left Foot: The Story of Christy Brown                                       |
| 56-та (1990) | 13 січня 1991                                                                  | Славні хлопці                                                                  | Goodfellas                                                                     |
| 57-ма (1991) | 12 січня 1992                                                                  | Мовчання ягнят ★                                                               | The Silence of the Lambs                                                       |
| 58-ма (1992) | 17 січня 1993                                                                  | Гравець                                                                        | The Player                                                                     |
| 59-та (1993) | 16 січня 1994                                                                  | Список Шиндлера ★                                                              | Schindler's List                                                               |
| 60-та (1994) | 22 січня 1995                                                                  | Телевікторина                                                                  | Quiz Show                                                                      |
| 61-ша (1995) | 7 січня 1996                                                                   | Покидаючи Лас-Вегас                                                            | Leaving Las Vegas                                                              |
| 62-га (1996) | 5 січня 1997                                                                   | Фарґо                                                                          | Fargo                                                                          |
| 63-тя (1997) | 4 січня 1998                                                                   | таємниці Лос-Анджелеса                                                         | L.A. Confidential                                                              |
| 64-та (1998) | 10 січня 1999                                                                  | Врятувати рядового Раяна                                                       | Saving Private Ryan                                                            |
| 65-та (1999) | 9 січня 2000                                                                   | Гармидер                                                                       | Topsy-Turvy                                                                    |
| 66-та (2000) | 14 січня 2001                                                                  | Трафік                                                                         | Traffic                                                                        |
| 67-ма (2001) | 6 січня 2002                                                                   | Малголленд Драйв                                                               | Mulholland Drive                                                               |
| 68-ма (2002) | невідомо                                                                       | Далеко від раю                                                                 | Far from Heaven                                                                |
| 69-та (2003) | невідомо                                                                       | Володар перснів: Повернення короля ★                                           | The Lord of the Rings: The Return of the King                                  |
| 70-та (2004) | 9 січня 2005                                                                   | На узбіччі                                                                     | Sideways                                                                       |
| 71-ша (2005) | 8 січня 2006                                                                   | Горбата гора                                                                   | Brokeback Mountain                                                             |
| 72-га (2006) | 7 січня 2007                                                                   | Загублений рейс                                                                | United 93                                                                      |
| 73-тя (2007) | 6 січня 2008                                                                   | Старим тут не місце ★                                                          | No Country for Old Men                                                         |
| 74-та (2008) | 5 січня 2009                                                                   | Гарві Мілк                                                                     | Milk                                                                           |
| 75-та (2009) | 14 грудня 2009                                                                 | Володар бурі ★                                                                 | The Hurt Locker                                                                |
| 76-та (2010) | 13 грудня 2010                                                                 | Соціальна мережа                                                               | The Social Network                                                             |
| 77-ма (2011) | 9 січня 2012                                                                   | Артист ★                                                                       | The Artist                                                                     |
| 78-ма (2012) | 3 грудня 2012                                                                  | Тридцять хвилин по півночі                                                     | Zero Dark Thirty                                                               |
| 79-та (2013) | 3 грудня 2013                                                                  | Американська афера                                                             | American Hustle                                                                |
| 80-та (2014) | 1 грудня 2014                                                                  | Юність                                                                         | Boyhood                                                                        |
| 81-ша (2015) | 2 грудня 2015                                                                  | Керол                                                                          | Carol                                                                          |